# Prager (cráter)

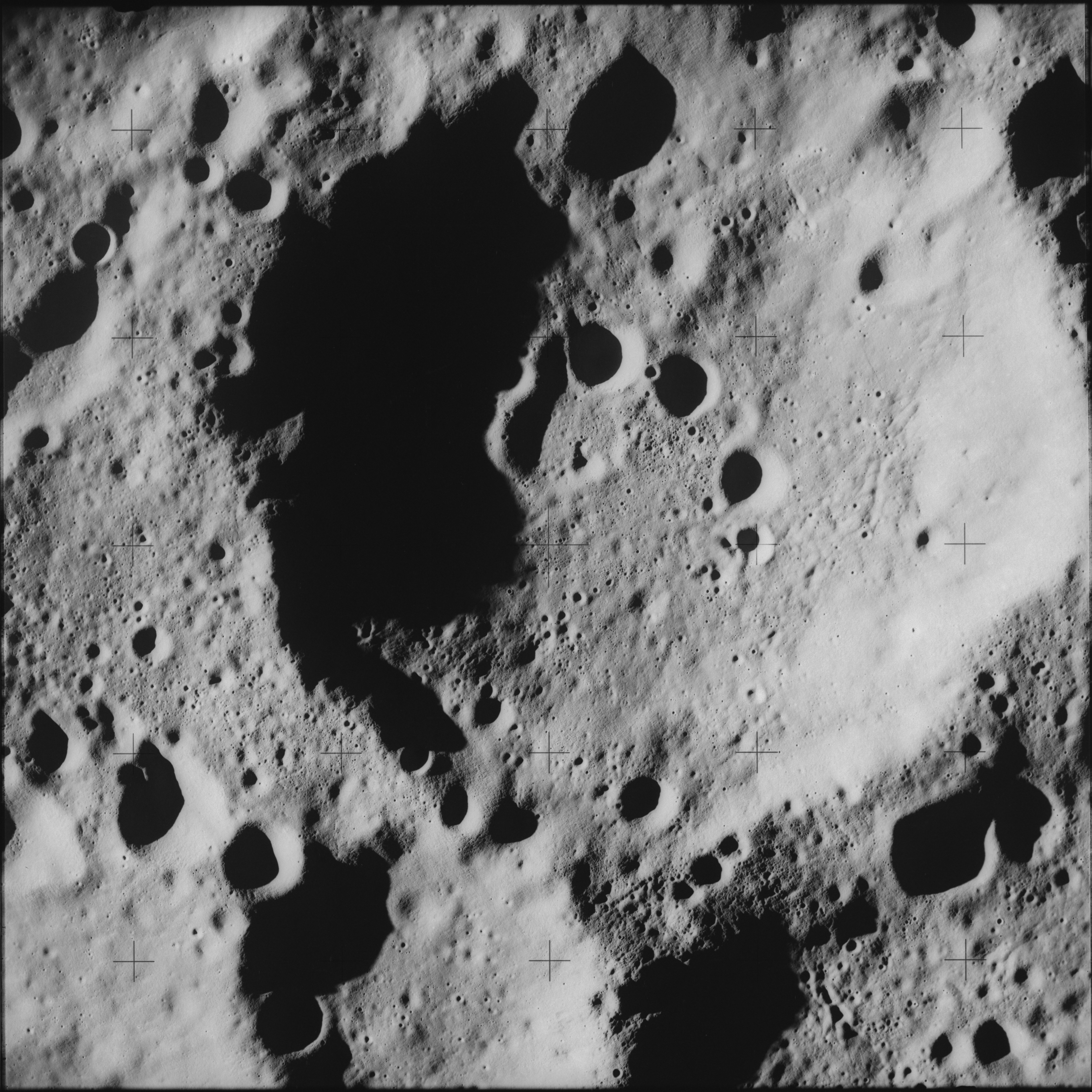
Fotografía de la misión Apolo 14

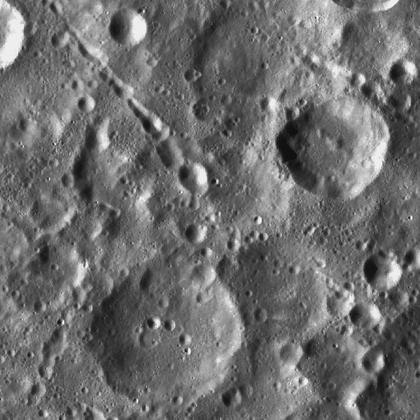
Fotografía de la misión Lunar Reconnaissance Orbiter

Prager es un cráter de impacto perteneciente a la cara oculta de la Luna, situado justo al noreste del cráter Love. Más hacia el sur-sureste se halla Lane. Al norte de este cráter, alejándose hacia el noroeste se localiza una cadena de cráteres denominada Catena Gregory.
|  |

Es una formación erosionada, particularmente en su borde norte, interrumpido por algunos cráteres pequeños asociados con la Catena Gregory. Un cráter desgastado y algo alargado está unido al sector sur del borde exterior. El resto del brocal está marcado por pequeños impactos. El suelo interior también está marcado por varios cráteres pequeños, incluyendo una agrupación de tres cerca del punto medio.

## Cráteres satélite
Por convención estos elementos son identificados en los mapas lunares poniendo la letra en el lado del punto medio del cráter que está más cerca Prager.
|        | \| Prager \| Coordenadas \| Diámetro \| \| ------ \| ----------------------------- \| -------- \| \| C \| 1°24′S 132°24′E / -1.4, 132.4 \| 40 km \| \| E \| 3°00′S 133°06′E / -3.0, 133.1 \| 14 km \| \| G \| 4°36′S 134°00′E / -4.6, 134.0 \| 76 km \| |          |
| Prager | Coordenadas | Diámetro |
| C      | 1°24′S 132°24′E / -1.4, 132.4 | 40 km    |
| E      | 3°00′S 133°06′E / -3.0, 133.1 | 14 km    |
| G      | 4°36′S 134°00′E / -4.6, 134.0 | 76 km    |